# مطار بن سليمان
مطار بن سليمان، هو مطار يقع في مدينة بن سليمان بجهة الدار البيضاء سطات بالمغرب، تبلغ مساحته الإجمالية 2750 هكتارا، وفي سنة 2006 استقبل المطار مختلف الأنشطة التي كان يحتضنها مطار الدار البيضاء أنفا الذي كان يمنع التقدم الحضاري والعمراني لمدينة الدار البيضاء نظراً لموقعه الجغرافي بالمدينة. تتكون حالياً أغلب أنشطة مطار بن سليمان من رحلات شركات الطيران الخاص وطيران الأعمال، ويحتضن المطار أيضاً مدارس لتعليم الطيران، كما يتوفر المطار على ورشات لصيانة الطائرات.

## مدارس الطيران
يتوفر مطار بن سليمان على المدارس التالية:
- أكاديمية الطيران المغربية الخاصة MAPA.
- مركز التدريب الدولي للطيران IATC.

## شركات صيانة الطائرات
- أطلنتيك للصناعات الجوية.